# Faeria
是開發並由Versus Evil發行的电子交换卡片兼回合制战略游戏，2017年在Microsoft Windows、macOS與Linux平台推出，2020年8月登上Xbox One和Nintendo Switch平台，2020年11月發行PlayStation 4版本。該遊戲受到評論家的好評，在评论聚合网站Metacritic上獲得了80／100分。

## 開發及發行

遊戲中的打牌畫面

最早概念始於2005年，自2010年以來持續開發。遊戲的部分資金來自Kickstarter眾籌，於2013年11月籌集了9.4萬美元用於開發。搶先體驗版2016年3月登上Steam，並於一年後的2017年3月正式發售。首款資料片《冒險包：奧弗斯基》（Adventure Pouch: Oversky）於2017年8月發布。
2015年12月，官方宣布將從「一次付費，永久玩」模式轉變為免費遊戲，並於2016年8月正式成為免費遊戲。2018年3月30日，宣布終止更新移動版，並從免費模式過渡到付費模式。隨著資料片《永生》（Everlife）的發布，2018年7月18日正式結束免費遊戲模式。
PlayStation 4的移植版於2020年11月3日發售，可與現有版本跨平台遊玩。

## 外部連結
- 官方网站